# Paracercion calamorum
Paracercion calamorum är en trollsländeart som först beskrevs av Friedrich Ris 1916.  Paracercion calamorum ingår i släktet Paracercion och familjen dammflicksländor. IUCN kategoriserar arten globalt som livskraftig. Inga underarter finns listade i Catalogue of Life.

## Bildgalleri

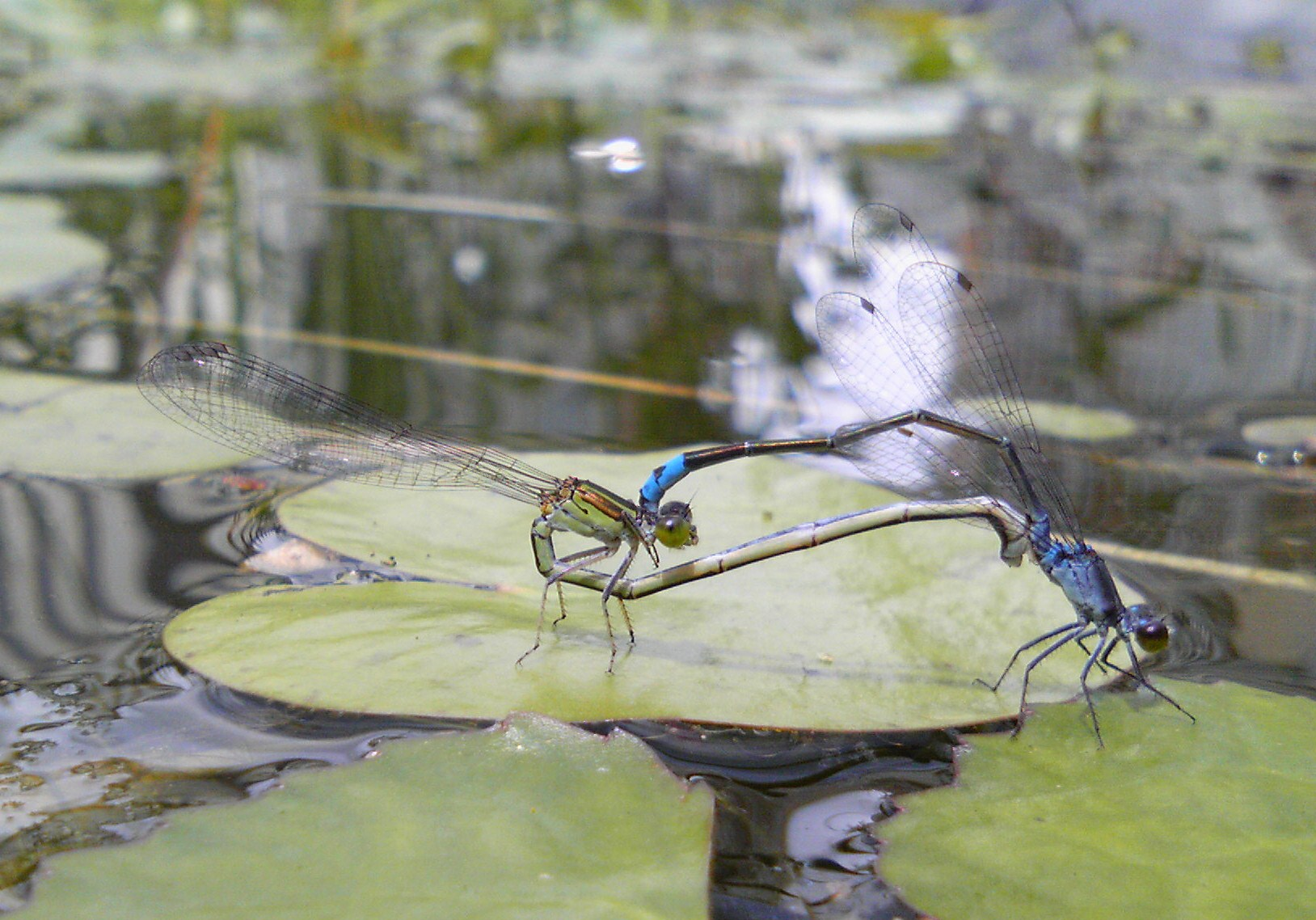
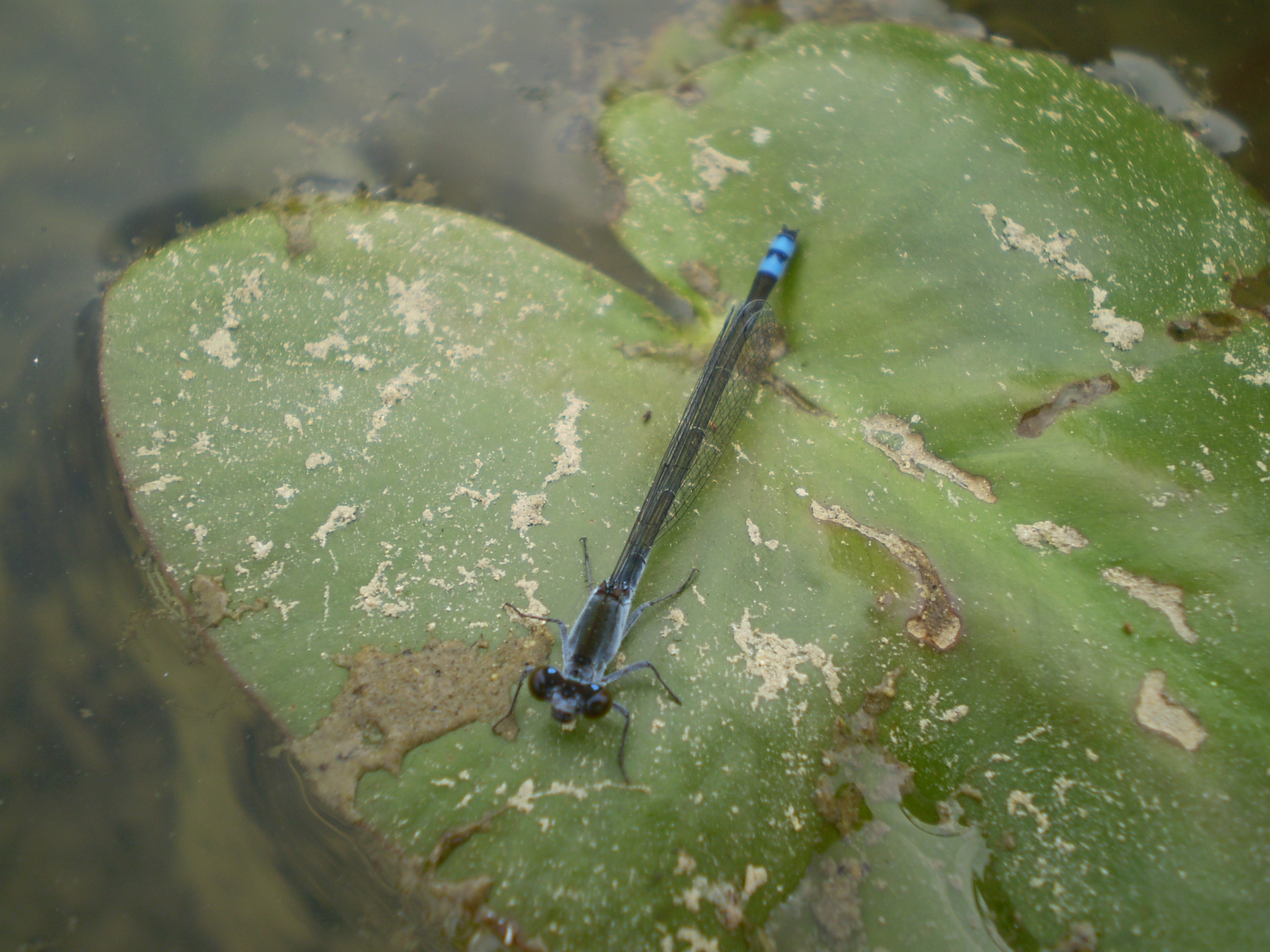
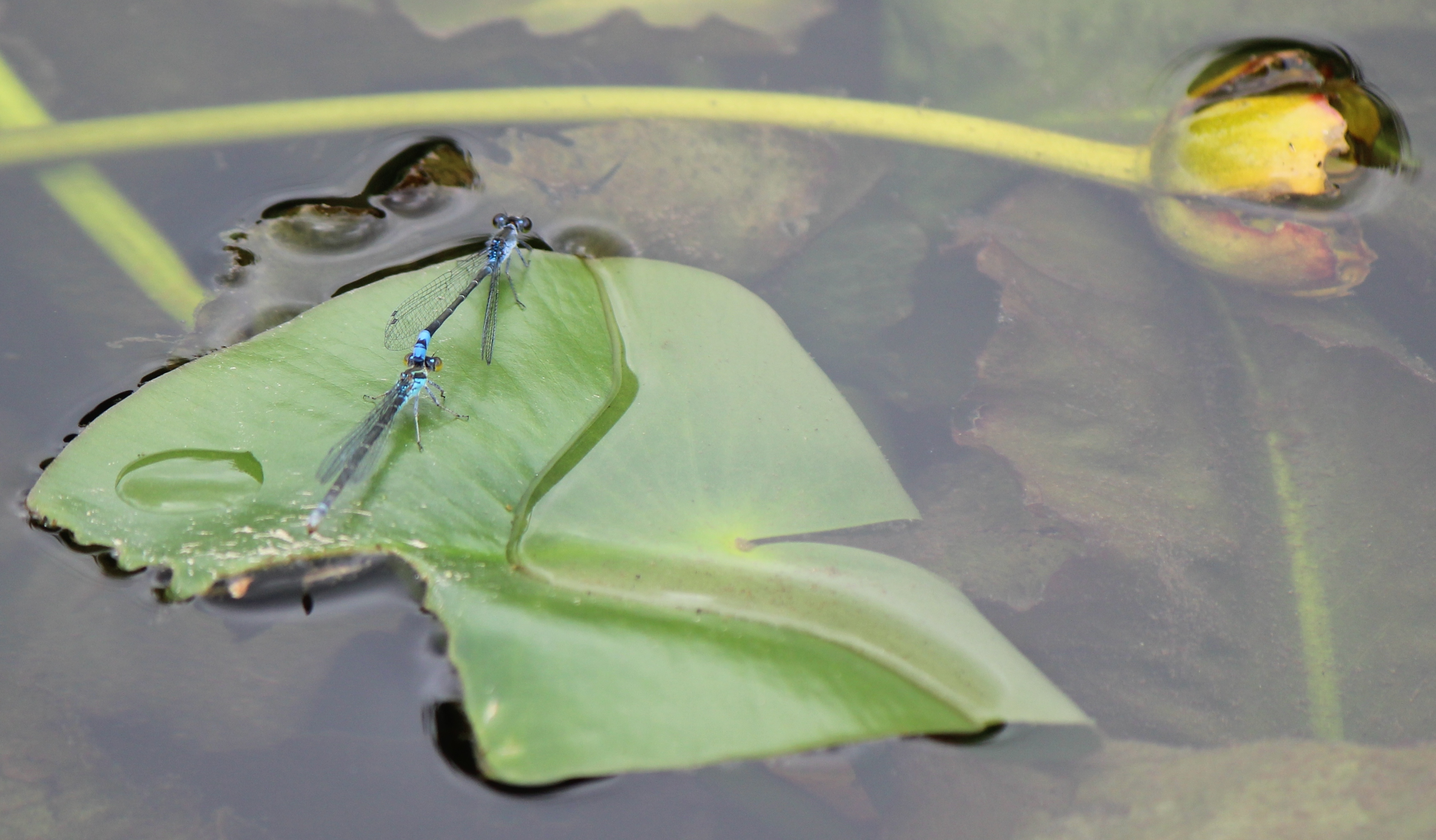
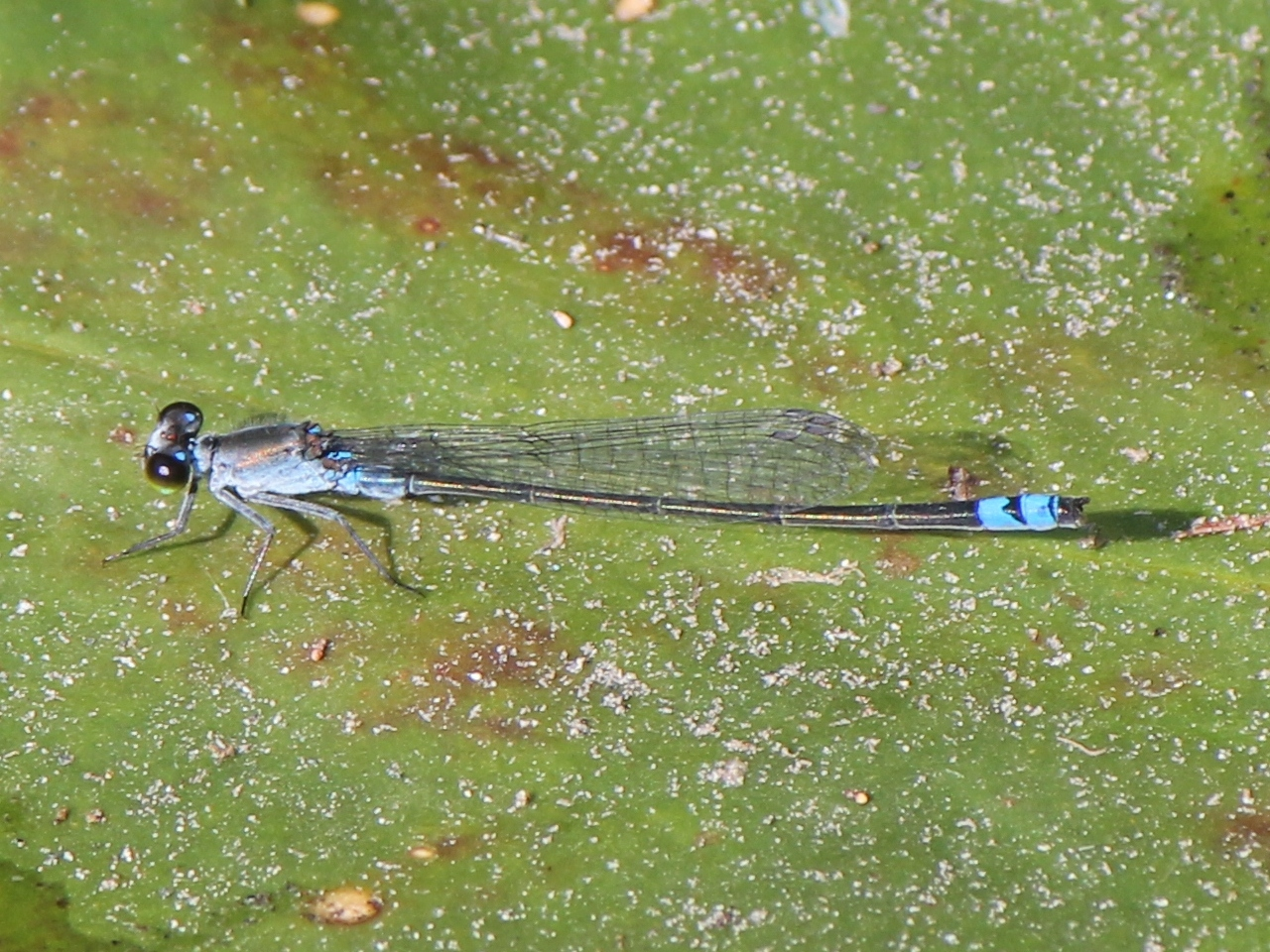
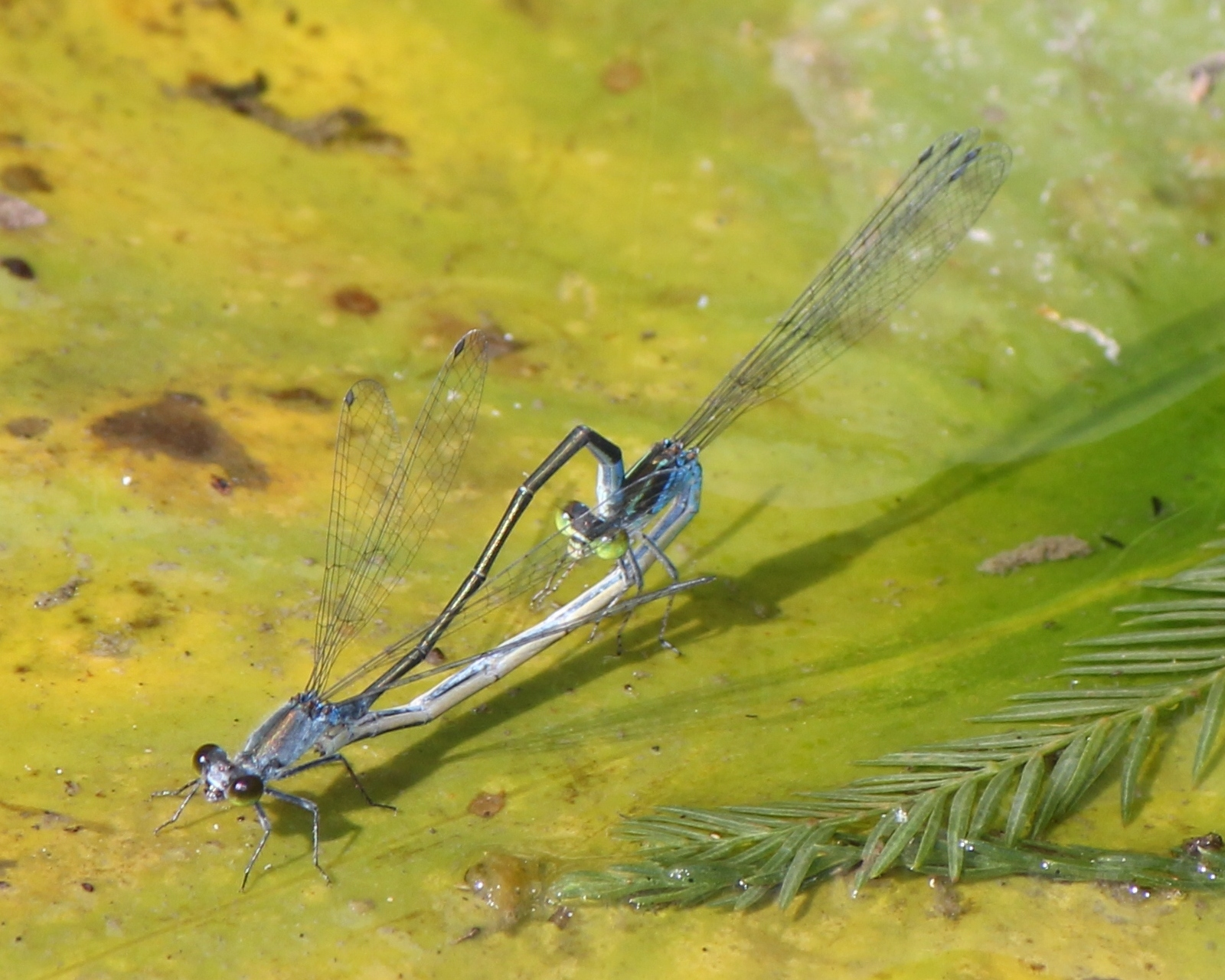